# Santa Anita (estación)
Santa Anita es una de las estaciones que forman parte del Metro de la Ciudad de México, es la correspondencia de la Línea 4 y la Línea 8, siendo la terminal sur de la primera. Se ubica en el centro de la Ciudad de México, en la alcaldía Iztacalco.

## Información general
Recibe ese nombre debido a la colonia cercana a la estación. Su isotipo representa la silueta de un vendedor en su canoa. Esto se debe a que, antiguamente, existió el Embarcadero de Santa Anita a donde llegaba la zona de chinampas, y el lago de Texcoco, y los agricultores solían vender su cosecha en la zona. 
En las cercanías, se encontraba el embarcadero de la Viga, en donde los visitantes solían alquilar una canoa y recorrer los canales de forma similar a como actualmente se recorren los canales que hay en la delegación Xochimilco.

### Patrimonio

#### Murales
La estación cuenta con dos murales en la terminal de la línea 4.
- Un Paisaje de Color para Todos realizado por el artista francés Gerard Economus con la técnica acrílico sobre fibra de vidrio. El autor desarrolló su propio concepto de pintura llamado "Música visible" logrando que los colores den la impresión de flotar a través del acrílico de 10 metros de ancho por 2 de alto. Fue donadó por el embajador de Francia en México Phillipe Faure el 21 de febrero de 2002.[2]
- En 1981 el artista mexicano David Lachse encarga de plasmar en esta obra de 14 murales de fibra de vidrio, seis murales en la estación Terminal Aérea y ocho más en Santa Anita con los nombres Alpheca, Hizar, Antares, Hidra, Enit, Diphda, Alcor y Altair.[3]

### Afluencia
En 2014, Santa Anita se convirtió en la sexta estación con menor afluencia en la red, al presentar una afluencia promedio de 12,149 pasajeros en día laborable, contabilizados en la Línea 4.; mientras que en su correspondencia en la línea 8 el promedio baja a 5,889 pasajeros.
| Tipo de día   | Afluencia promedio |
| ------------- | ------------------ |
| Día festivo   | 3,433              |
| Día laboral   | 6,512              |
| Fin de semana | 4,635              |
| Anual         | 5,889              |

Las siguientes tablas muestran la afluencia de la estación (por línea) en los últimos 10 años:
| Afluencia Anual de Pasajeros (Línea 4) | Afluencia Anual de Pasajeros (Línea 4) | Afluencia Anual de Pasajeros (Línea 4) | Afluencia Anual de Pasajeros (Línea 4) | Afluencia Anual de Pasajeros (Línea 4) | Afluencia Anual de Pasajeros (Línea 4) |
| -------------------------------------- | -------------------------------------- | -------------------------------------- | -------------------------------------- | -------------------------------------- | -------------------------------------- |
| Año                                    | Afluencia                              | A Diario                               | Ranking                                | Incremento                             | Ref.                                   |
| 2023                                   | 655,751                                | 1,796                                  | 185°/195                               | +9.32%                                 | [ 6 ]                                  |
| 2022                                   | 599,848                                | 1,643                                  | 174°/195                               | +53.41%                                | [ 7 ]                                  |
| 2021                                   | 391,005                                | 1,071                                  | 193°/195                               | -12.90%                                | [ 8 ]                                  |
| 2020                                   | 448,927                                | 1,226                                  | 194°/195                               | -47.48%                                | [ 9 ]                                  |
| 2019                                   | 854,706                                | 2,341                                  | 194°/195                               | -7.26%                                 | [ 10 ]                                 |
| 2018                                   | 921,610                                | 2,524                                  | 194°/195                               | +6.92%                                 | [ 11 ]                                 |
| 2017                                   | 861,992                                | 2,361                                  | 194°/195                               | -1.24%                                 | [ 12 ]                                 |
| 2016                                   | 872,802                                | 2,384                                  | 193°/195                               | -1.30%                                 | [ 13 ]                                 |
| 2015                                   | 884,321                                | 2,422                                  | 186°/195                               | -16.82%                                | [ 14 ]                                 |
| 2014                                   | 1,063,158                              | 2,912                                  | 186°/195                               | +9.75%                                 | [ 15 ]                                 |

| Afluencia Anual de Pasajeros (Línea 8) | Afluencia Anual de Pasajeros (Línea 8) | Afluencia Anual de Pasajeros (Línea 8) | Afluencia Anual de Pasajeros (Línea 8) | Afluencia Anual de Pasajeros (Línea 8) | Afluencia Anual de Pasajeros (Línea 8) |
| -------------------------------------- | -------------------------------------- | -------------------------------------- | -------------------------------------- | -------------------------------------- | -------------------------------------- |
| Año                                    | Afluencia                              | A Diario                               | Ranking                                | Incremento                             | Ref.                                   |
| 2023                                   | 1,700,415                              | 4,658                                  | 165°/195                               | +11.62%                                | [ 6 ]                                  |
| 2022                                   | 1,523,442                              | 4,173                                  | 167°/195                               | +48.54%                                | [ 16 ]                                 |
| 2021                                   | 1,025,639                              | 2,809                                  | 174°/195                               | -25.97%                                | [ 17 ]                                 |
| 2020                                   | 1,385,490                              | 3,875                                  | 174°/195                               | -42.34%                                | [ 18 ]                                 |
| 2019                                   | 2,402,874                              | 6,583                                  | 177°/195                               | -2.47%                                 | [ 19 ]                                 |
| 2018                                   | 2,463,841                              | 6,750                                  | 176°/195                               | +6.40%                                 | [ 20 ]                                 |
| 2017                                   | 2,315,712                              | 6,344                                  | 178°/195                               | -2.01%                                 | [ 21 ]                                 |
| 2016                                   | 2,363,210                              | 6,456                                  | 180°/195                               | +0.69%                                 | [ 22 ]                                 |
| 2015                                   | 2,347,062                              | 6,430                                  | 170°/195                               | -4.18%                                 | [ 23 ]                                 |
| 2014                                   | 2,449,436                              | 6,710                                  | 168°/195                               | +4.70%                                 | [ 24 ]                                 |

También se convirtió en la 19° estación menos utilizada de la red, al registrar una afluencia de tan solo 2,809 pasajeros que utilizaron esta estación a diario en su correspondencia con la Línea 8.

## Conectividad

### Salidas
- Por línea 4, único: Eje 2 Oriente Avenida Congreso de la Unión entre Calle Canal Nacional y Viaducto Río de la Piedad, colonia Santa Anita;
- Por línea 8, al oriente: Avenida Coyuya casi esquina Viaducto Río de la Piedad, colonia Santa Anita;
- Por línea 8, al poniente: Avenida Coyuya casi esquina Viaducto Río de la Piedad, colonia Santa Anita.

### Conexiones
Existen conexiones con las estaciones y paradas de diversos sistemas de transporte:
- Algunas rutas de la Red de Transporte de Pasajeros.
- La estación contó con un CETRAM, que actualmente esta clausurado y abandonado.
- La estación tiene conexión con el Metrobús Línea 2 en la estación La Viga, cuya estación se encuentra a unos metros de la estación de la Línea 4.[25]

## Sitios de interés
- Parroquia de nuestra señora de Santa Ana

## Recursos externos
- Plano de Barrio (Línea 8)

- Datos: Q6824703
- Multimedia: Estación Santa Anita (Metro de México) / Q6824703